# 宜蘭縣鄉鎮市區免費巴士
宜蘭縣鄉鎮市區免費巴士，為宜蘭縣各鄉鎮所營運的社區巴士，目前（2023年），有營運社區巴士的鄉鎮市，有羅東鎮、三星鄉、冬山鄉、南澳鄉、頭城鎮、蘇澳鎮，其與宜蘭縣市區公車，同為宜蘭縣政府所規劃的「宜蘭勁好行幸福交通網」的一環。

## 路線

### 羅東鎮
由羅東鎮公所經建課辦理
- 藍線：孩子王大樓—忠孝新村
- 紅線：中山光榮—醫院—中山光榮（環狀線）
- 橘線：仁愛活動中心—羅東高商—仁愛活動中心

### 三星鄉
由三星鄉公所辦理
- 橘線
- 藍線：三星鄉公所—羅東中山公園

### 冬山鄉
由冬山鎮公所建設課辦理
- 大進線：大進慈惠堂—羅東聖母醫院
- 冬山線：國聖廟—羅東後火車站

### 南澳鄉
- 觀光巴士：由南澳鄉公所文化觀光課辦理
  - 學生專車：金洋—南澳中學—碧候—南澳中學—朝洋漁港—南澳火車站/泰雅文化館
  - 大客車線：南澳火車站—金洋—朝洋漁港—南澳火車站/泰雅文化館
  - 小巴線：郵局—金洋—南澳農場—朝洋漁港—南澳火車站/泰雅文化館
- 澳花社區巴士：由南澳鄉公所民政課辦理
  - 澳花村辦公處—澳花天主堂—和平火車站

### 頭城鎮
由頭城鎮公所辦理
- 山線：頂埔—烏石港
- 海線：頭城—石城

### 蘇澳鎮
由蘇澳鎮公所建設課辦理，為公路總局幸福巴士服務。
- 藍線(南方澳線)：蘇澳鎮公所—豆腐岬—龍德活動中心
- 綠線(蘇澳線)：蘇澳鎮公所—聖湖活動中心—龍德喜互惠—蘇澳鎮公所
- 紫線(東澳線)：蘇澳-南強、朝陽